# Варанжевиль
Варанжеви́ль (фр. Varangéville) — коммуна во французском департаменте Мёрт и Мозель, региона Лотарингия. Относится к кантону Томблен. Расположен между Нанси и Люневилем. Известен древними солевыми копями. 

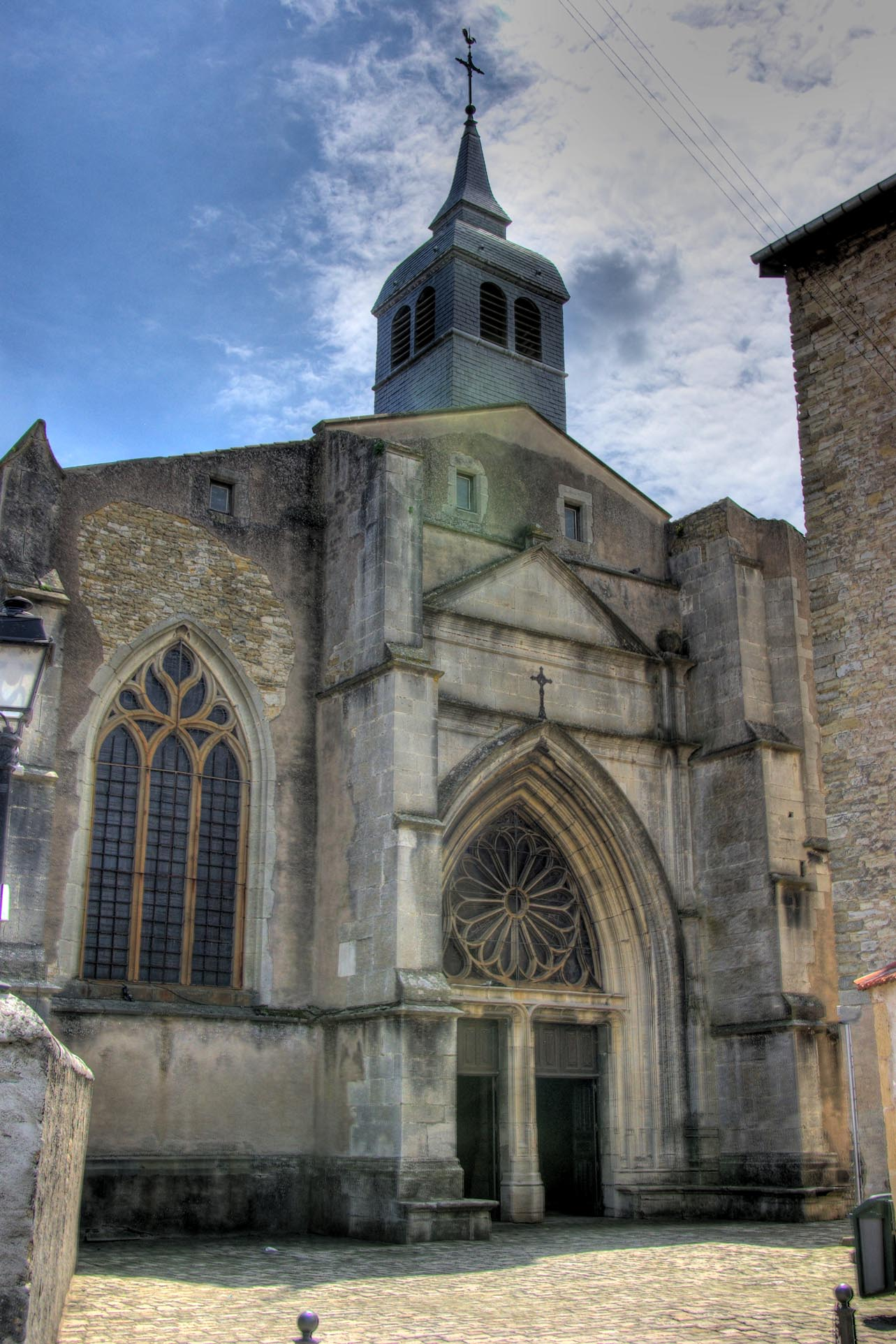
Церковь Сен-Горгон (XV век).

## Демография
Население коммуны на 2010 год составляло 3953 человека.
| 1962 | 1968 | 1975 | 1982 | 1990 | 1999 | 2010 |
| ---- | ---- | ---- | ---- | ---- | ---- | ---- |
| 4382 | 4385 | 4301 | 4126 | 4001 | 4240 | 3953 |

## Происшествия
Первый зафиксированный случай ЧП на калийных месторождениях произошел 31 октября 1873 года в Варанжевиле (Франция): из-за слишком больших объемов выработки не выдержали колонны шахты, на поверхности появились концентрические провалы диаметром 160 и 350 м, пострадавших не было.